# Laura Papo Bohoreta

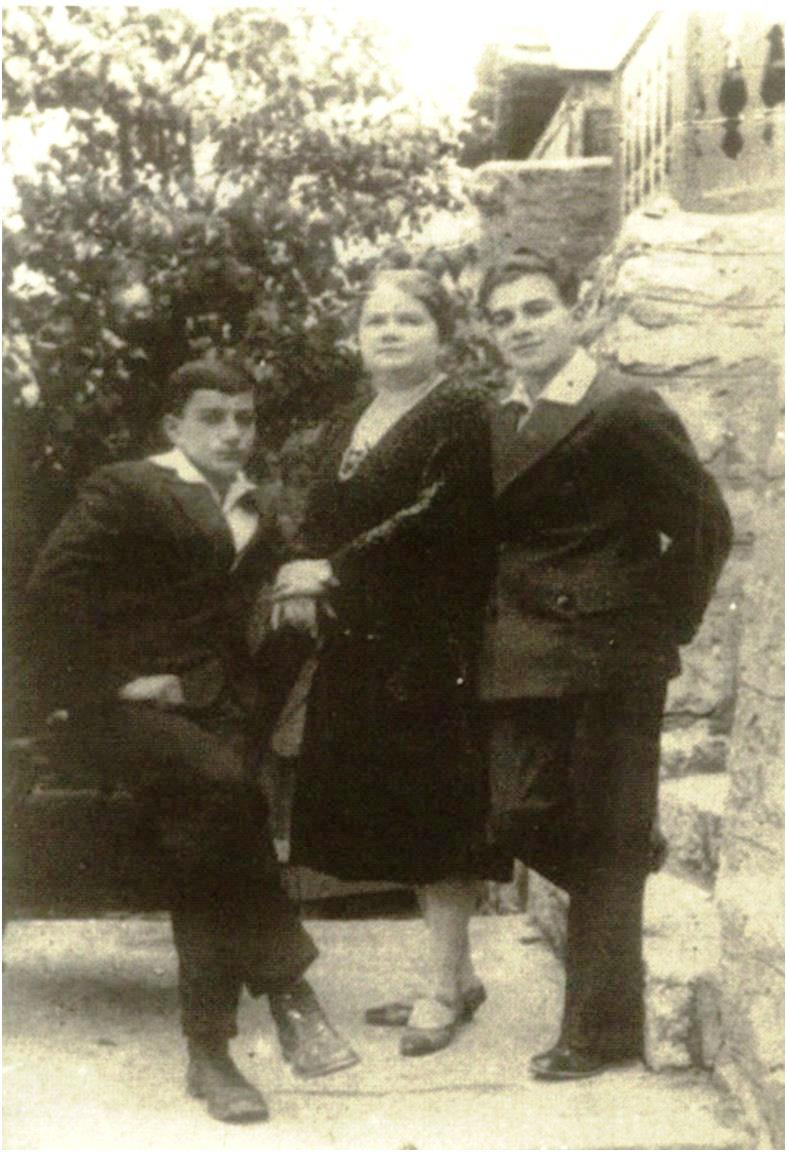
Laura Papo Bohoreta z synami

Laura Papo Bohoreta  właśc. Luna Levi (ur. 15 marca 1891 w Sarajewie, zm. 12 czerwca 1942 tamże) – jugosłowiańska pisarka, eseistka i feministka, pochodzenia żydowskiego.

## Życiorys
Pochodziła z ubogiej rodziny sefardyjskich Żydów, od pokoleń mieszkających w Sarajewie. Była jednym z siedmiorga dzieci Judy Leona Levi i Estery. Z powodów ekonomicznych rodzina Levi w 1900 przeniosła się do Stambułu, gdzie rodzice zmienili imię swojej córki Luna na bardziej nowoczesne – Laura. W Stambule uczyła się we francuskojęzycznej szkole dla Żydów, prowadzonej przez "Alliance Israélite Française". W 1908 rodzina Levi, nadal żyjąca w niedostatku powróciła do Sarajewa. Aby pomóc finansowo rodzinie Laura dawała lekcje języka francuskiego i niemieckiego. Otworzyła w Sarajewie wraz z siostrami salon damskich kapeluszy Chapeau Chic Parisien. W tym czasie Laura rozpoczęła zbierać tradycyjne pieśni i przysłowia Żydów sefardyjskich. Tłumaczyła dzieła autorów francuskich: Jules'a Verne'a i Emile de Girardine'a.
Przełomowy dla jej aktywności społecznej był artykuł Die Südslawische Frau in der Politik, który ukazał się w 1916 w czasopiśmie Bosnische Post. Autorka artykułu Jelica Belović-Bernadzikowska opisała kobiety sefardyjskie z Bośni jako zacofane, niechętne nauce, pielęgnujące wzorzec rodziny patriarchalnej. W odpowiedzi Laura tydzień później opublikowała tekst Die Spanolische (Sefardyjka), który przedstawiał złożoną sytuację kobiety serfardyjskiej i rolę, jaką odgrywa w rodzinie. W tym samym roku poślubiła Danijela Papo. W 1918 przyszedł na świat jej pierwszy syn Leon, a rok później drugi syn, Kokija. Wkrótce po urodzinach drugiego syna mąż Laury trafił do szpitala psychiatrycznego, w którym leczył się ze stresu pourazowego, którego nabawił się walcząc w czasie I wojny światowej na froncie.
Obarczona obowiązkami rodzinnymi Laura powróciła do działalności społecznej w 1924. Sprowokowała ją do tego nostalgiczna powieść Dos vizinas in el kortižo (Dwóch sąsiadów w ogródku) Avrama Romano Buki opublikowana w czasopiśmie Jevrejski život. Jeden z bohaterów książki, Lea dowodził szkodliwości kształcenia młodych dziewcząt, które potem zaniedbują obowiązki domowe. W kolejnym numerze czasopisma Jevrejski život ukazał się tekst pt. Madres (Matka), podpisany Bohoreta - nowym pseudonimem literackim Laury Papo. Nawiązując bezpośrednio do wypowiedzi bohatera powieści Buki autorka podkreśliła, jak ważną rolę w obecnych czasach odgrywa kształcenie kobiet i przygotowanie ich do sytuacji, w których ponoszą odpowiedzialność ekonomiczną za rodzinę.
W 1931 za namową znanego w Sarajewie pisarza Vita Kajona Laura Papo napisała monografię La mužer sefardi de Bosna (Kobieta sefardyjska w Bośni), stanowiącej rozszerzoną wersję jej artykułu z 1916 roku. Książka przedstawiała tradycyjne wartości i obyczaje, charakterystyczne dla społeczności Sefardyjek, ale zarazem podkreśla konieczność dostosowania się do zmian cywilizacyjnych, zachodzących we współczesnym świecie. Dzięki wsparciu Muhameda Nezirovicia pracę Laury Papo udało się przetłumaczyć na język angielski.
W latach 30. dorobek literacki Laury Papo powiększył się o siedem jednoaktówek - od Avia de Ser (Kiedyś tak było) do Tjempos pasados (Czasy minione). Sztuki Bohorety wystawiała Círculo del Drama - działająca w Sarajewie grupa teatralna sefardyjskich Żydów. Pisała także krótkie teksty o tematyce społecznej. Głównym celem Autorki stało się uświadomienie kobiet, jak przezwyciężać problemy ekonomiczne i uczestniczyć w większym stopniu w życiu społecznym. Pod koniec lat 30. tłumaczyła na język ladino utwory Jovana Jovanovicia Zmaja i Gustava Krkleca.
W 1941 obu jej synów aresztował oddział ustaszy. Trafili do obozu w Jasenovacu, gdzie zostali zamordowani. Schorowana Laura, nieświadoma losu synów trafiła do katolickiego szpitala Sióstr Miłosierdzia w Sarajewie, gdzie zmarła. Pochowana na starym cmentarzu żydowskim w Sarajewie, jej grób nie przetrwał do dziś.

## Publikacje

### Dramaty
- Avia de ser
- La pasjensija vale mučo
- Tjempos pasados
- Ofos mios
- Esterka, Shuegra ni de baro buena
- Hermandat Madrasta el nombre le abasta

## Pamięć
Postaci Laury Papo Bohorety została poświęcona Ballada o Bohorecie autorstwa Gordany Kuić.